# Меана, Мануэль
Мануэль Меана Валина (исп. Manuel Meana Vallina; 21 октября 1901 года, Хихон, Королевство Испания — 1 августа 1985 года, Мадрид, Испания) — испанский футболист и тренер. Играл в 7 матчах за сборную Испании. Был включен в заявку сборной для участия в футбольном турнире на летних Олимпийских играх 1924, но так и не появился на поле в матче против Италии. Автор первого гола в ворота сборной Португалии.

## Клубная карьера
Меана родился в Хихоне и начал играть в футбол в «Спортинге» из его родного города, дебютировав на «Эль Молиноне» 2 сентября 1917 года в матче против «Эспаньола».

## Карьера в сборных
В мае 1918 года был вызван в сборную Кантабрии, команду, состоящую из игроков из провинций Астурия и Кантабрия, участвовавшей в Кубке принца Астурийского, межрегиональном соревновании, организованном по инициативе КИФФ.
Дебют Мануэля Меаны за сборную Испании состоялся 9 октября 1921 года в возрасте 19 лет в товарищеском матче против Бельгии, который закончился победой со счетом 2:0. В 1921—1924 годах он сыграл в 7 матчах за сборную и забил один гол, открыв счёт в игре против сборной Португалии 18 декабря 1921 года, закончившейся со счётом 3:1 в пользу Испании; этот гол стал первым в истории матчей между Испанией и Португалией, а также первым пропущенным голом в истории сборной Португалии.
Будучи игроком хихонского «Спортинга», Меана имел право выступать за сборную Астурии. Участвовал в Кубок принца Астурийского 1922/23, где вместе с командой вышел в финал. В нём против сборной Галисии Астурия проигрывала со счетом 0:1 в начале матча, и именно Меана сравнял счет еще в первом тайме, что позволило Хосе Луису Сабале забить дубль во втором тайме и завоевать трофей со счетом 3:1.

## Тренерская карьера
В 1926 году, еще будучи игроком, Мануэль Меана начал тренировать «Спортинг Хихон». Ему удалось вывести клуб в полуфинал Кубка Испании. С 1942 по 1947 работал в «Реал Овьедо». В сезонах 1939/40 и 1948/49 он повторно возглавлял «Спортинг Хихон». В 1957—1959 году тренировал сборные Испании: резервную, молодёжную и основную.

## Статистика

### Голы за Испанию
Голы Испании указаны первыми, в колонке «Счет» указан счет после гола Меана.
| Матч | Дата                 | Место проведения | Противник  | Счет | Результат | Тип матча         |
| ---- | -------------------- | ---------------- | ---------- | ---- | --------- | ----------------- |
| 1    | 18 декабря 1921 года | Мадрид, Испания  | Португалия | 1:0  | 3:1       | Товарищеский матч |

### Голы за Астурию
Голы Астурии указаны первыми, в колонке «Счет» указан счет после гола Меана.
| Матч | Дата            | Место проведения    | Противник | Счет | Результат | Тип матча                                 |
| ---- | --------------- | ------------------- | --------- | ---- | --------- | ----------------------------------------- |
| 1    | 25 февраля 1923 | Койя, Виго, Испания | Галисия   | 1:1  | 3:1       | Финал кубка принца Астурийского 1922/1923 |

## Достижения

### Кантабрия

#### Кубок принца Астурийского
- Второе место: 1918

### Астурия

#### Кубок принца Астурийского
- Чемпион: 1922/23